# گفتم ای سلطان خوبان رحم کن بر این غریب
غزلی با مطلع «گفتم ای سلطانِ خوبان رحم کن بر این غریب»، غزل شمارهٔ ۱۴ از دیوانِ حافظ در تصحیحِ محمد قزوینی و قاسم غنی است.